# Día Internacional para la Abolición de la Esclavitud

El Día Internacional para la Abolición de la Esclavitud se celebra el 2 de diciembre en conmemoración al 2 de diciembre de 1949, fecha en la que la Asamblea General de las Naciones Unidas aprobó el Convenio para la represión de la trata de personas y la explotación ajena.
El objetivo del día es reclamar la erradicación de las formas contemporáneas de esclavitud, como son la trata de personas, la explotación sexual, el trabajo infantil, el matrimonio forzado y el reclutamiento de niños para utilizarlos en conflictos armados.
Para recordar el Convenio, un informe realizado por el equipo de trabajo sobre Esclavitud de la ONU recomendó en 1985 que el 2 de diciembre fuera proclamado "Día Mundial para la Abolición de la Esclavitud" en todas sus formas. Por ello, de 1985 a 1994 se celebró el "Día Mundial contra la Esclavitud" y en 1995 pasó a denominarse "Día Internacional para la Abolición de la Esclavitud".
Con motivo de la celebración en 2004 del Año internacional de Conmemoración de la Lucha contra la Esclavitud y su Abolición se reforzaron los mecanismos internacionales de lucha contra la esclavitud, y los organismos internacionales desarrollaron nuevas estrategias para la abolición de la esclavitud. En 2007 la Asamblea de las Naciones Unidas decidió designar también el 25 de marzo como Día internacional de recuerdo de las víctimas de la esclavitud y la trata transatlántica de esclavos, que se celebra anualmente a partir de 2008.
Cada año, millones de personas, en su mayoría mujeres y menores, son engañadas, vendidas, coaccionadas o sometidas de alguna manera a situaciones de explotación de las cuales no pueden escapar. Constituyen la mercancía de una industria mundial que mueve miles de millones de dólares y que está dominada por grupos de delincuentes organizados que operan en muchas ocasiones con impunidad.

## Antecedentes
La esclavitud ha evolucionado y se ha manifestado en formas diferentes a lo largo de la historia. En la actualidad todavía persisten algunas antiguas manifestaciones al amparo de creencias y costumbres tradicionales: las personas de castas inferiores, minorías tribales y los pueblos indígenas son, según Naciones Unidas, los más vulnerables.
Por otro lado, la esclavitud ha adquirido nuevas formas, como el trabajo forzado, el trabajo infantil y la trata de personas, donde las principales víctimas son menores y mujeres que sirven para abastecer las redes de prostitución y el trabajo en el servicio doméstico.
En el artículo 4º de la Declaración Universal de los Derechos Humanos aprobada en 1948 se afirma: “nadie estará sometido a esclavitud ni a servidumbre; la esclavitud y la trata de esclavos están prohibidas en todas sus formas”.
Un año después, la Asamblea General de las Naciones Unidas aprobó el 2 de diciembre de 1949 el Convenio para la represión de la trata de personas y la explotación ajena.
Desde entonces se han realizado numerosos esfuerzos para atajar y abolir la esclavitud, con pocos avances según datos de organizaciones internacionales, como la OIT, UNICEF y otros organismos internacionales de protección de los derechos humanos.

## Trabajo forzado
Según la Organización Internacional del Trabajo (OIT), millones de jóvenes se encuentran en condiciones cercanas a la esclavitud como víctimas de trabajo forzado o en régimen de servidumbre. Un 73% de estos jóvenes –alrededor de 180 millones- desempeñan las peores formas de trabajo infantil, entre ellas la prostitución, el trabajo esclavizado y el trabajo peligroso. Además, las cifras indican que la esclavitud no ha desaparecido, ya que alrededor de 5,7 millones de jóvenes se hallan en una situación de servidumbre o se ven obligados a trabajar. 

## Trabajo infantil
Según el Fondo de las Naciones Unidas para la Infancia (UNICEF), en todo el mundo un niño de cada seis trabaja y la mayoría de ellos sufren explotación económica a pesar de que el artículo 32 de la Convención sobre los Derechos del Niño reconoce «el derecho del niño a estar protegido contra la explotación económica y contra el desempeño de cualquier trabajo que pueda ser peligroso o entorpecer su educación, o que sea nocivo para su salud o para su desarrollo físico, mental, espiritual, moral o social».
A la explotación se suma el negocio de la trata de personas. En África, se venden menores por 14 dólares, actividad que según la OIT reporta a los criminales 7000 millones de dólares anuales. También en esta misma región, 80 millones de menores entre 5 y 14 años son obligados a trabajar en la prostitución y en actividades como la minería.
UNICEF calcula que 200 000 niños africanos son vendidos como esclavos cada año; entre 45.000 y 50.000 mujeres y niños son trasladados cada año por los traficantes únicamente a los Estados Unidos. El aumento del número de casos de trata de personas, así como su expansión a zonas que antes no estaban tan afectadas, coincide con el aumento de las dificultades económicas -especialmente en los países en desarrollo y en los países con economías en transición-, los enormes obstáculos a la migración legal y la existencia de graves conflictos armados.[cita requerida]

## Trata de personas
La trata de personas está directamente relacionada con la discriminación tanto racial como étnica, sexual y de género. Las personas inmigrantes constituyen un grupo especialmente vulnerable al que no solo le son violados sus derechos como trabajadores, sino como seres humanos.
En el Protocolo para prevenir, reprimir y sancionar la trata de personas, especialmente de mujeres y niños que complementa la Convención de las Naciones Unidas contra la Delincuencia Organizada Transnacional, sw define la trata de personas como la captación, el transporte, el traslado, la acogida o la recepción de personas, recurriendo a la amenaza o al uso de la fuerza u otras formas de coacción, al rapto, al fraude, al engaño, al abuso de poder o de una situación de vulnerabilidad o a la concesión o recepción de pagos o beneficios para obtener el consentimiento de una persona que tenga autoridad sobre otra, con fines de explotación.
La explotación incluye, como mínimo, la explotación de la prostitución ajena u otras formas de explotación sexual, los trabajos o servicios forzados, la esclavitud o las prácticas análogas a la esclavitud, la servidumbre o la extracción de órganos. 

### Consentimiento
El protocolo establece que "el consentimiento dado por la víctima de la trata de personas a toda forma de explotación intencional es irrelevante y si la víctima de la trata es un niño, es un crimen aún sin el uso de la fuerza."

## Críticas a las políticas para la erradicación de la esclavitud

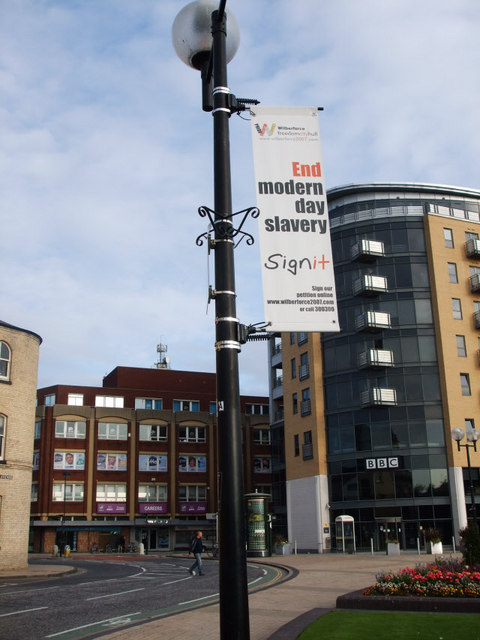
End slavery UK 2007

Las víctimas de discriminación suelen pertenecer a los segmentos más pobres de la sociedad y, sin embargo, las estrategias de lucha contra la pobreza rara vez abordan el vínculo entre este fenómeno y la discriminación sistemática.
Por otro lado, la falta de igualdad de oportunidades, la igualdad de trato y la dignidad en el trabajo se dan también en víctimas de discriminación en otras esferas. 
Para combatir el fenómeno se reclaman enfoques integrales, interdisciplinarios y de largo plazo que permitan abordar todos los aspectos del ciclo de la trata y reconocer implícitamente las relaciones entre la trata de personas, la migración, el racismo y la discriminación racial.
Desde el punto de vista de algunos humanistas, la lucha contra esta práctica no solo es deber de los gobiernos, sino que es responsabilidad de todos. Desde este enfoque, empresas, organizaciones de empleadores y trabajadores y las víctimas de esta discriminación y sus asociaciones tienen interés y un papel que desempeñar a la hora de aumentar los esfuerzos contra este fenómeno. 
Asimismo, se tornaría necesaria la vigilancia multilateral del cumplimiento de los compromisos internacionales, así como la promoción en la educación de los derechos humanos en todas las esferas.

## Conmemoraciones y campañas relacionadas

### Día internacional de recuerdo de las víctimas de la esclavitud y la trata transatlántica de esclavos
"El 18 de diciembre de 2007, la Asamblea General, en su resolución 62/122, decidió designar el 25 de marzo Día internacional de recuerdo de las víctimas de la esclavitud y la trata transatlántica de esclavos, para que se celebre anualmente a partir de 2008".

### Campaña 50 for Freedom
La Organización Internacional del Trabajo realiza la campaña "50 for freedom" con el objetivo de convencer al menos a 50 países a ratificar el Protocolo sobre el trabajo forzado de aquí al 2018. En diciembre de 2016, el número de ratificaciones era de 10.